# Fortiche
Fortiche Production SAS  —  французька анімаційна студія зі штаб-квартирою в Парижі. Найбільший проєкт студії на сьогодні це мультсеріал Аркейн.

## Історія
Fortiche була заснована в 2009 році і спочатку створювала рекламу для Coca-Cola, Honda, Samsung, Panasonic та MTV. З самого початку існування студія створила свій унікальний стиль — поєднання 2D і 3D анімації.
Згодом студія перейшла до музичних кліпів, створених для таких групп як Freak Kitchen, Gorillaz та LIMOUSINE. Ці проєкти привернули увагу студій відеоігор, таких як Ubisoft, Volition Studios, Carbine Studios та Riot Games. Для останньої студії Fortiche робили ігрові трейлери у формі короткометражних фільмів та музичні відеокліпи, зокрема кліп на пісню «Pop/Stars».
Через деякий час студія перейшла до виробництва мультсеріалу «Шалені кролики: Вторгнення», який спільно виробляли з 2013 по 2019 роки для Netflix та Nickelodeon у партнерстві з Ubisoft.
У 2015 році французький телеканал France 2 транслював 55-хвилинний історичний документальний фільм «Le dernier Gaulois» про Галльські війни анімації до котрого робили Fortiche. Для цього використовувалася технологія Motion Capture.

### Аркейн
У листопаді 2021 року Fortiche у співпраці з Riot Games випустили серіал Аркейн по всесвіту відеогри League of Legends на платформах Netflix, в Китаї на Tencent Video. Протягом двох тижнів у листопаді 2021 року цей серіал був найпопулярнішим у світі на Netflix і був надзвичайно добре сприйнятий критиками.
Протягом шести років створення Аркейн кількість співробітників зросла з приблизно 15 до 300. У 2020 році студія розширилася за допомогою філій у Монпельє та Лас-Пальмасі. У 2021 році дохід студії зріс до 16,4 млн. євро. Видавництво Le Figaro повідомляло, що бюджет Аркейн становив 60-80 мільйонів євро. У листопаді 2021 року генеральний директор Riot-Games Ніколо Лоран оголосив у Twitter, що Аркейн продовжено на другий сезон.
14 березня 2022 року Riot Games оголосила про нову інвестицію в капітал Fortiche Production. Згідно з умовами інвестицій, які були закриті на початку цього року, Riot тепер володіє значною неконтрольною часткою Fortiche. Браян Райт (головний директор з питань контенту в Riot) і Брендан Малліган (директор з корпоративного розвитку в Riot) також увійшли до ради директорів Fortiche.

## Фільмографія

### Мультсеріали
| Рік  | Назва          | Оригінальна назва |
| ---- | -------------- | ----------------- |
| 2017 | Рокета та Грут | Rocket and Groot  |
| 2021 | Аркейн         | Arcane            |

### Музичні кліпи
| Рік  | Назва                | Замітка                 |
| ---- | -------------------- | ----------------------- |
| 2012 | DoYaThing            | для групи Gorillaz      |
| 2012 | La Gaviota           | для групи LIMOUSINE     |
| 2013 | Get Jinxed           | для студії Riot Games   |
| 2014 | Warriors             | для студії Riot Games   |
| 2014 | Freak of the Week    | для групи Freak Kitchen |
| 2018 | Rise                 | для студії Riot Games   |
| 2018 | Pop/Stars            | для студії Riot Games   |
| 2021 | Enemy                | для студії Riot Games   |
| 2025 | Ma Meilleure Ennemie | для студії Riot Games   |